# Сантакрус (Колумбия)
Сантакрус (исп. Santacruz) — город и муниципалитет на юго-западе Колумбии, на территории департамента Нариньо. Входит в состав провинции Лос-Абадес.

## История
Поселение, из которого позднее вырос город, было основано 1 ноября 1611 года. Муниципалитет Сантакрус был выделен в отдельную административную единицу в 1913 году.

## Географическое положение

Муниципалитет Сантакрус

Город расположен в центральной части департамента, в горной местности Центральной Кордильеры, к северу от вулкана Асуфраль, на расстоянии приблизительно 41 километра к северо-западу от города Пасто, административного центра департамента. Абсолютная высота — 2490 метров над уровнем моря.
Муниципалитет Сантакрус граничит на севере с территорией муниципалитета Саманьего, на востоке — с муниципалитетами Провиденсия и Тукеррес, на юге — с муниципалитетом Сапуес, на западе и юго-западе — с муниципалитетом Мальяма, на северо-западе — с муниципалитетом Рикаурте. Площадь муниципалитета составляет 527 км².

## Население
По данным Национального административного департамента статистики Колумбии, совокупная численность населения города и муниципалитета в 2015 году составляла 28 171 человек.
Динамика численности населения муниципалитета по годам:
| 2005   | 2006   | 2007   | 2008   | 2009   | 2010   | 2011   | 2012   | 2013   | 2014   | 2015   |
| ------ | ------ | ------ | ------ | ------ | ------ | ------ | ------ | ------ | ------ | ------ |
| 20 670 | 21 315 | 21 989 | 22 681 | 23 392 | 24 130 | 24 886 | 25 679 | 26 489 | 27 315 | 28 171 |

Согласно данным переписи 2005 года мужчины составляли 50,1 % от населения Сантакруса, женщины — соответственно 49,9 %. В расовом отношении индейцы составляли 64,7 % от населения города; белые и метисы — 35 %; негры, мулаты и райсальцы — 0,3 %.
Уровень грамотности среди всего населения составлял 81,8 %.

## Экономика
Основу экономики Сантакруса составляют сельское хозяйство и добыча полезных ископаемых.
73,3 % от общего числа городских и муниципальных предприятий составляют предприятия торговой сферы, 23,3 % — предприятия сферы обслуживания, 3,3 % — промышленные предприятия, 0,1 % — предприятия иных отраслей экономики.

## Транспорт
К востоку от города проходит национальное шоссе № 17 (исп. Ruta Nacional 17).